# 孟买南区

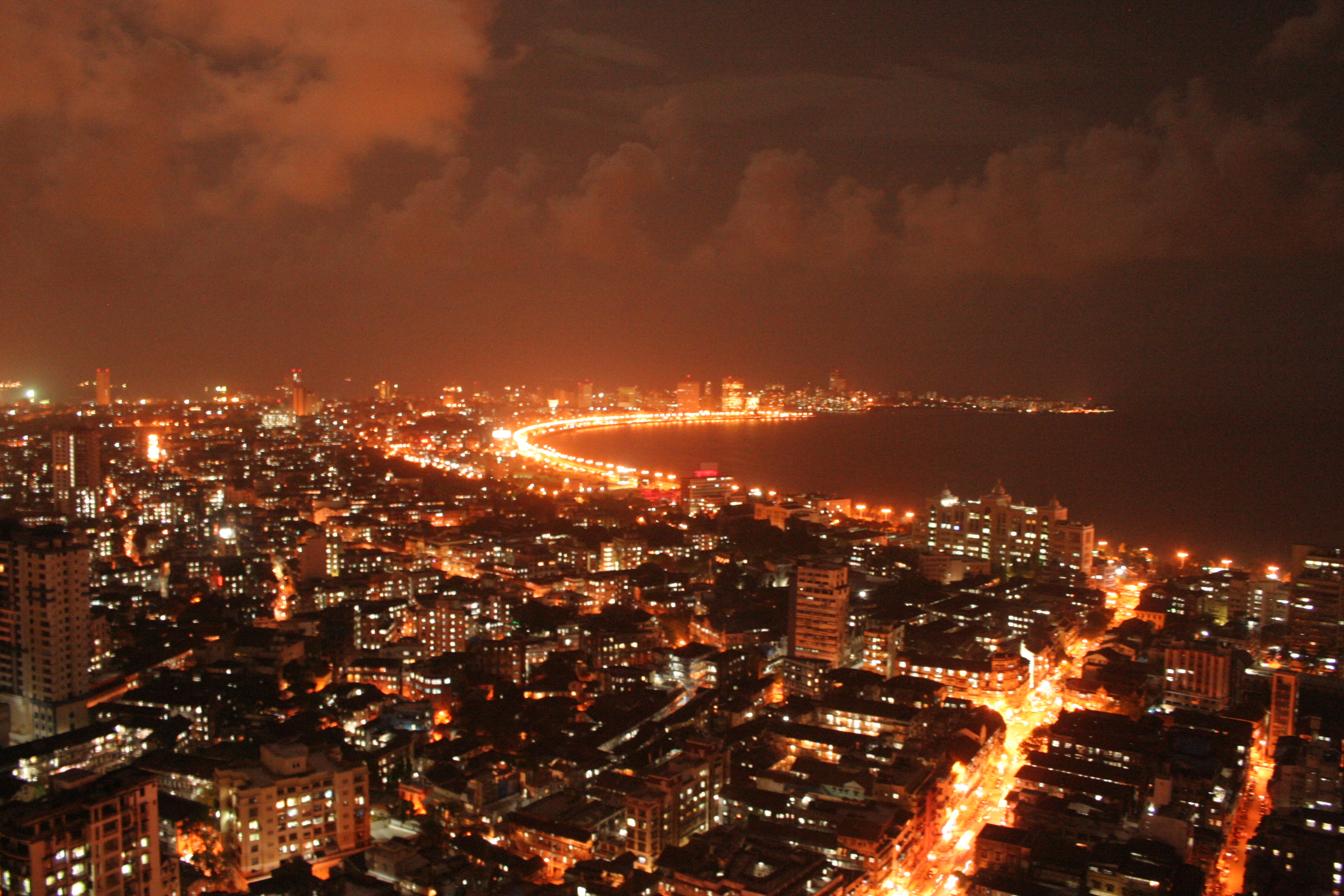
入夜的孟买海滨大道

孟买南区，印度孟买最南面的部分，包括孟买市中心和邻近的商业区。这是全印度最富裕的城市区域，拥有该市的大部分精英分子。
在地理上，孟买南区位于撒尔塞特岛南面的顶点。尽管孟买南区的选区范围延伸到孟买中区，大部分市民认为南区只包括市中心区域，其界限为东到孟买 Harbour，西到阿拉伯海。
孟买南区是印度储备银行和孟买证券交易所的所在地。主要的商业区有Fort, Nariman Point和Ballard Estate。基本上孟买所有的领事馆、博物馆和老剧院都位于南区。许多一流的印度和外国公司也将总部设在这里。该国大部分顶级学校都位于这里，其中有著名的主教座堂学校和约翰·Connon 学校。
在孟买南区，所有使商业贸易正常运转的公用事业 - 如能源供应，都昼夜不停不间断的供应。
尽管自从1970年代允许填海造地，已经使南区面积扩大了一倍，商业区仍面临房地产严重不足。因此，房地产价格高居世界前十位。例如1995年，Nariman Point的房租为每年22608 US$/m² (2100 US$/ft²)。2006年租金升到为4300 美元/平方英尺。与人均收入相比，其商业区的房地产价格堪称世界最昂贵。 
孟买南区还拥有该市的几个体育场地 ，包括Brabourne Stadium, Wankhede Stadium, Cooperage, Azad Maidan and Oval Maidan。